# By Love Possessed
By Love Possessed is een Amerikaanse dramafilm uit 1961 onder regie van John Sturges. De film werd destijds uitgebracht onder de titel Onteerd.

## Verhaal
Arthur Winner, Julius Penrose en Noah Tuttle zijn drie ongelukkige advocaten. Arthur wordt veracht door zijn vrouw Clarissa, omdat hij hun huwelijk behandelt als een zakelijke overeenkomst. Doordat Julius impotent is geworden ten gevolge van een auto-ongeluk, is zijn vrouw Marjorie aan de drank geraakt. De opgekropte frustraties brengen Arthur en Marjorie dichter bij elkaar.

## Rolverdeling
| Acteur              | Personage        |
| ------------------- | ---------------- |
| Lana Turner         | Marjorie Penrose |
| Efrem Zimbalist jr. | Arthur Winner    |
| Jason Robards       | Julius Penrose   |
| George Hamilton     | Warren Winner    |
| Susan Kohner        | Helen Detweiler  |
| Thomas Mitchell     | Noah Tuttle      |
| Everett Sloane      | Dr. Reggie Shaw  |
| Yvonne Craig        | Veronica Kovacs  |
| Gilbert Green       | Mijnheer Woolf   |
| Frank Maxwell       | Jerry Brophy     |
| Carroll O'Connor    | Bernie Breck     |
| Jean Willes         | Junie McCarthy   |
| Barbara Bel Geddes  | Clarissa Winner  |